# Звездара (община)
Звездара (серб. Звездара) — община (муниципалитет) Белградского округа Сербии, входит в городскую черту Белграда.
Население общины составляет 140 559 человек (2007 год), плотность населения составляет 4392 чел./км². Занимаемая площадь — 32 км², из них 53,9 % используется в промышленных целях. Название общины, что по-русски значит «занимающиеся звёздами», произошло после постройки Белградской обсерватории в данном районе.

## Достопримечательности
Благодаря расположению вблизи центра города, община богата на примечательные места и здания, многие из которых имеют статус исторического или культурного наследия. Среди них можно выделить:
- Церковь Святого Антония Падуанского
- Новое кладбище
- Белградская астрономическая обсерватория
- Београд башта

## Статистика населения общины
| Год  | Население, чел. |
| ---- | --------------- |
| 1991 | 131035          |
| 2001 | 131732          |
| 2002 | 133136          |
| 2003 | 134589          |
| 2004 | 136233          |
| 2005 | 137523          |
| 2006 | 138727          |
| 2007 | 140559          |